# زامیق علی‌اف
زامیق علی‌اف (ترکی آذربایجانی: Zamiq Əliyev؛ زادهٔ ۵ مهٔ ۲۰۰۱) بازیکن فوتبال است.
وی همچنین در تیم‌های ملی فوتبال زیر ۱۷ سال جمهوری آذربایجان، زیر ۱۹ سال جمهوری آذربایجان، و زیر ۲۱ سال جمهوری آذربایجان بازی کرده‌است.